# Je suis (collection)
Pour les articles homonymes, voir Je suis.

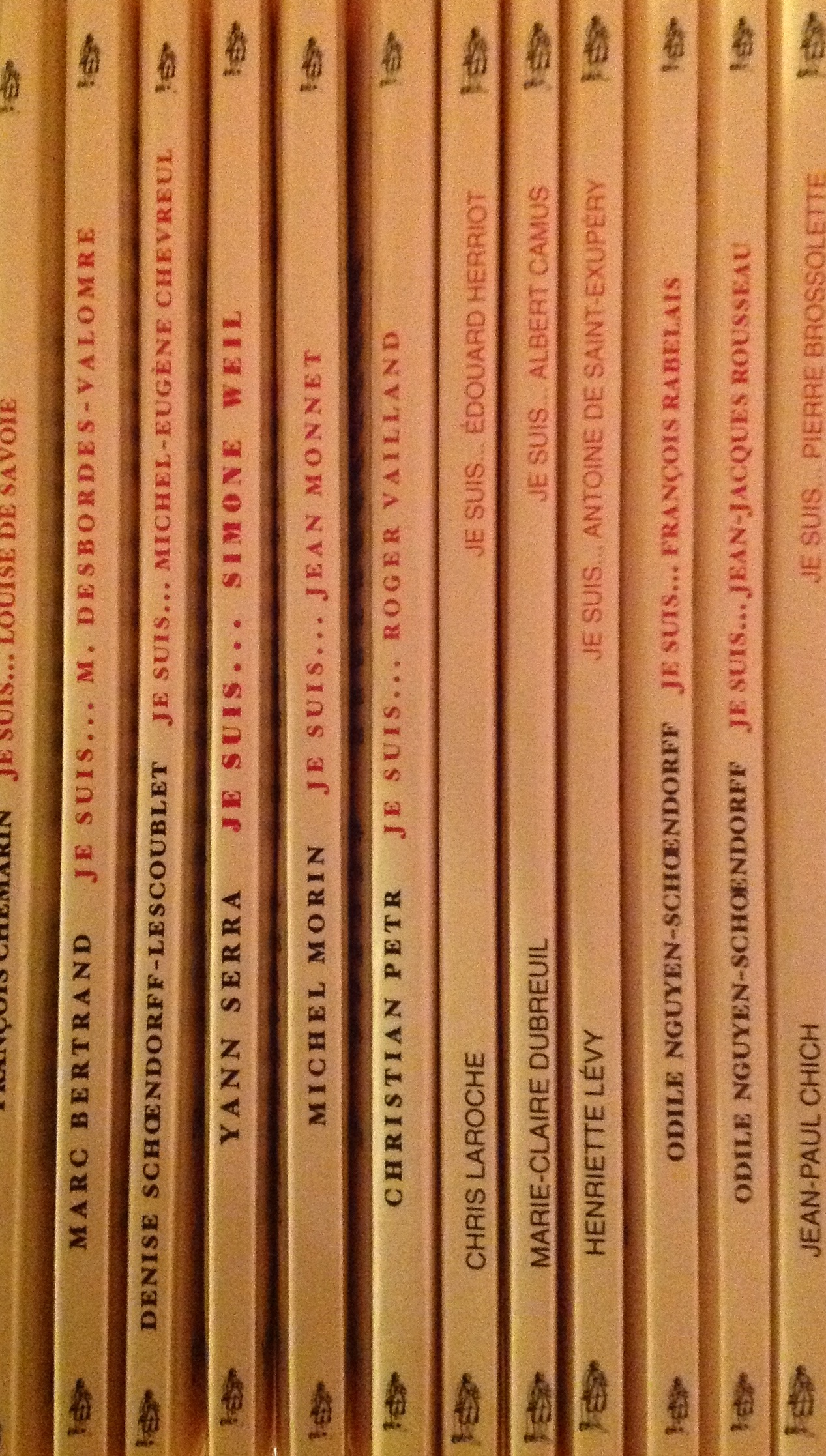
Quelques exemplaires de la collection Je suis...

La collection Je suis… a été créée en 2008 par Jacques André, éditeur à Lyon. Elle est destinée, en priorité, aux jeunes lecteurs qui veulent connaître la vie du personnage dont le nom a été donné à leur établissement scolaire (principalement les lycées et collèges).
La collection est dirigée par Jean-Paul Chich.

## Cahier des charges et contraintes
La collection Je suis... se caractérise par un cahier des charges très précis. 
- Le texte est écrit à la première personne.
- Le personnage raconte sa vie à la première personne. C'est une courte "autobiographie", écrite par un autre, si l’on peut dire.
- Le texte est simple et lisible par les élèves du niveau 3ème-terminale.
- Le texte comporte environ 50 000 signes (espaces compris).
- Le personnage dont on écrit la biographie doit avoir au moins un établissement scolaire (primaire, secondaire ou supérieur) portant son nom en France, y compris les départements et territoires d'outre-mer.
- Les illustrations (une dizaine ou une douzaine) sont en couleur ou en noir et blanc.
- Pour la couverture, la couleur est de rigueur, le portrait du personnage (photographie, dessin ou peinture) est indispensable.

## Liste des ouvrages parus  dans la collection  je suis…
| Je suis...                  | Nom de l’auteur                     | Préface                   | Année |
| --------------------------- | ----------------------------------- | ------------------------- | ----- |
| Pierre Brossolette          | Chich Jean-Paul                     |                           | 2006  |
| Claude Bernard              | Odile Nguyen-Schœndorff             | François Dagognet         | 2009  |
| Albert Camus                | Marie-Claire Dubreuil               |                           | 2010  |
| Antoine de Saint-Exupéry    | Henriette Lévy                      |                           | 2010  |
| Édouard Herriot             | Chris Laroche                       | Robert Batailly           | 2010  |
| Simone Weil                 | Yann Serra                          | Odile Nguyen-Schœndorff   | 2011  |
| François Rabelais           | Odile Nguyen-Schœndorff             | François Dagognet         | 2011  |
| Louise Labé                 | Michel Locatelli                    |                           | 2011  |
| Jean-Jacques Rousseau       | Odile Nguyen-Schœndorff             | Christian Petr            | 2011  |
| Jean Monnet                 | Michel Morin                        | Catherine Lalumière       | 2012  |
| Michel-Eugène Chevreul      | Denise Schœndorff-Lescoublet        | Philippe Desmarescaux     | 2012  |
| Louise de Savoie            | François Chemarin                   |                           | 2012  |
| Marceline Desbordes-Valmore | Marc Bertrand                       | Gérard Collomb            | 2012  |
| Roger Vailland              | Christian Petr                      | René Ballet               | 2012  |
| Rosa Parks                  | Lucien Chich                        | Jean-Jack Queyranne       | 2013  |
| Aimé Césaire                | Françoise Michot-Cheymol            |                           | 2013  |
| Denis Diderot               | Maire-Claire Dubreuil               | Françoise Moulin Civil    | 2013  |
| Jacques Vaucanson           | Mireille Davidovici                 | Chantal Spillemaecker     | 2013  |
| Étienne Dolet               | Christine de Coninck                | Marcel Picquier           | 2013  |
| Jean Jaurès                 | Catherine Moulin                    | Jean-Paul Bret            | 2013  |
| Louis Armand                | Jacques Gelly                       | Gilbert Chabroux          | 2014  |
| Marguerite Yourcenar        | Daniel Régnier-Roux                 | Rémy Poignault            | 2014  |
| Alain-Fournier              | Jean-Jacques Bigorgne               | Jean-Yves Le Déaut        | 2014  |
| Marie Laurencin             | Claude Loude                        |                           | 2014  |
| Louise Michel               | Laure Chevalier-Persod              |                           | 2014  |
| Pierre de Ronsard           | Gérard Gâcon                        |                           | 2014  |
| Charlie Chaplin             | Daniel Bonnet                       |                           | 2015  |
| Louis Pasteur               | Jonathan Simon                      |                           | 2015  |
| Jean Zay                    | Lucien Chich                        |                           | 2015  |
| Paul Bert                   | William Rostène                     | Patrice Decormeille       | 2014  |
| Paul Eluard                 | Odile Nguyen-Schœndorff             | Jack Ralite               | 2015  |
| Germaine Tillion            | Sylviane Amrane                     | Dominique Fazeli          | 2015  |
| François Dupleix            | Christian Petr                      | Georges-Henri Morin       | 2016  |
| Pierre Puvis de Chavannes   | Odile Nguyen-Schœndorff & P. Widman | Jacques Truphémus         | 2016  |
| Paul Fort                   | Guillaume Robin                     |                           | 2016  |
| Jean Vilar                  | Jacqueline Banton                   | Christian Schiaretti      | 2016  |
| George Sand                 | Claude Loude                        | Michelle Tricot           | 2016  |
| François de Fénelon         | Michel Loude                        |                           | 2017  |
| Sophie Germain              | Anne Boyé & Christine Charretton    | Laurence Broze            | 2017  |
| Arthur Rimbaud              | Daniel Régnier-Roux                 |                           | 2018  |
| Nous sommes… Les Lumière    | Odile Nguyen-Schœndorff             | Bernard Chardère          | 2018  |
| Maximilien Robespierre      | Jean-Marc Schiappa                  |                           | 2018  |
| Victor Hugo                 | Georges Chich                       | Frédérique Lignon-Rouyard | 2020  |
| Georges Brassens            | Guy Allix & Michel Baglin           |                           | 2019  |
| Colette                     | Claude Loude                        | Philippe Valode           | 2019  |
| René Descartes              | Odile Nguyen-Schœndorff             | Jean-Claude Beaune        | 2019  |
| Louis Pergaud               | Jean-Jacques Bigorgne               | Mathieu Klein             | 2019  |
| Gérard Philipe              | Jacqueline Banton                   |                           | 2020  |